# El Indio, Texas
El Indio là một nơi ấn định cho điều tra dân số (CDP) thuộc quận Maverick, tiểu bang Texas, Hoa Kỳ. Năm 2010, dân số của nơi này là 190 người.

## Dân số
- Dân số năm 2000: 263 người.
- Dân số năm 2010: 190 người.